# Велико Црниће
Велико Црниће је насеље у Србији, у општини Мало Црниће, у Браничевском округу. Према попису из 2022. било је 612 становника. Површина атара насеља обухвата 1199,4 хектара.

## Топономастика
Иако датира из знатно дубље прошлости, први помен назива насеља Велико Црниће забележен је 1467. године у османском попису пореских обвезника (дефтеру), на турском језику, као Karye-i Gorne Cerniçe (село Горње Црниће). О континуитету насељености сведоче записи из времена аустријске (хабсбуршке) Краљевине Србије (1718-1739), у којима је у дистрикту Пожаревац (Passarovic) наведено село Црниће (Cernize).
О називу места постоји више легенди, чији је заједнички именитељ да је првобитно име садржало позитивно значење изведено од речи бело (или можда вело, у значењу велико) – Белиће, Белишће и сл, али да је услед некакве велике невоље (болести, харања, паљевине, клетве), преименовано у Црни(у)ће. Неке од тих легенди везане су за период средњовековне српске државе, а неке за време османске власти. Међутим с обзиром да се топоним Црниће појављује у првом турском попису пореских глава, то је немогуће да је до промене назива дошло за време доминације Турака Османлија.
Према најстаријој легенди, која говори још о времену пре Косовског боја, на позив кнеза Лазара у бој „белићки војвода“, који је владао селом и околином, није се одазавао. Стога га је кнез проклео рекавши: „Да бог дâ од сада био војвода црнићски!“ Касније, када се група исељеника из Црнића настанила нешто јужније, у близини ушћа Обршког потока у реку Млаву, тамо ће настати Мало Црниће. Друга легенда говори о великој болести – куги – од које је страдала већина становништва Белића, које се тада наводно налазило на месту садашњег Селишта, на левој обали некадашњег тока Млаве (простор око садашњег старог гробља „Селиште“), након које је преживело само седам породица. Место где су се иселиле четири породице, неколико стотина метара североисточно, на десној обали реке, названо је Велико Црниће, а место куда су отишле три породице, километар јужније, добило је име Мало Црниће.

## Историја

### Антички остаци
Простор око данашњег Селишта највероватније да је био насељен још у античко римско време. Област данашње северне Србије, која је била добро насељена у време Римског царства, обишао је на својим путовањима 1860. и 1887. године Феликс Каниц. Он је навео да многа насеља и њихова околина садрже римске остатке. Године 1887, утврђујући трасу војног пута (Via militaris), који је од Виминацијума водио на југ, ка Ћуприји (Horreum Margi) и Нишу (Nais) и даље ка Солуну и Цариграду (Constantinopolis), Каниц је уз помоћ инжењера Чермака закључио да један његов део иде од Салаковца до Калишта. Скромни остаци тог пута могу се и данас запазити у атару Великог Црнића, неколико стотина метара источно од пута Пожаревац-Петровац.
Недалеко од римског пута, у непосредној близини садашњег великоцрнићког гробља Селиште, Каниц је године уочио остатке античких грађевинских структура. Оне су отприлике на половини пута између римске путне станице Мутацијо ад Нонум (Mutatio ad Nonum), смештене крај данашњег села Набрђе (на деветом километру од Виминацијума), и исто толико удаљеног коначишта и насеља Муниципијума, који се састојао од кастела (војног утврђења које је користила VII Клаудијева легија) на источном ободу села Калишта и града (насеља) смештеног у близини ушћа реке Витовнице у Млаву, између Обршког потока и данашње Батуше (у површини од неколико хектара). Античке стурктуре с обе стране гробља у Великом Црнићу састојале су се од зидова и канала, који су се, са кратким прекидом, протезали на југ до Малог Црнића, а два фрагмента натписа с тог локалитета доспела су, према Каницу, у Народни музеј у Београду. Данас антички остаци више нису видљиви, мада се део материјала (делови опеке и грнчарије) повремено налази приликом пољопривредних радова.

## Култура

### Веровања и празноверице
Становништво Великог Црнића, пре делимичне модернизације, која ће стидљиво отпочети тек крајем 19. и почетком 20. века, а заправо добити на снази тек у другој половини 20. века, готово стопроцентно аграрно, слаби или никако образовано било је подложно разним видовима сујеверја и празноверицама. Заправо, поједина празноверја могу се наћи и у садашњем добу, на крају друге деценије 21. века. Стотинак година раније етнолог Борисав Љ. Радовановић обишао је Велико и Мало Црниће, Батушу и Калиште у потрази за празноверицама. Највећи број празноверица односио се на новорођенчад и децу. Чим се чује да се у некој кући родило дете одмах се носе дарови – повој и новац, а ако је девојчица и кудељица вуне или тежине (кучине) да би јој порасла дугачка коса. Жена која је донела поклоне пљује на дете и изговара „гад“, како га не би урекла. После заласка Сунца породиља не излази из куће да не би изгубила млеко, а поред себе држи метлу „циганске гребене“, главицу белог лука и нож како би дете одбранила од вештица. Вода у којој се дете окупало после сунчевог заласка не избацује се како дете ноћу не би плакало, а ако неко новорођенче пуно плаче онда га нека баба однесе до дрвета клена, које избуши сврдлом како би дете оздравило и престало да плаче. Дечје пелене се не простиру по плоту (тараби) како дете не би имало ретке зубе, а приликом првог шишања кум стави кумче на гарав бакрач како би расла црна коса. Пошто дете прохода, мајка за њим проспе воду како би ишло брзо као вода, а да би брже расло маже му квасац по челу.

### Вера и црквена организација
Становници Великог Црнића готово у потпуности исповедали су, и исповедају, православну веру. Село, међутим, до почетка 21. века није имало своју цркву. Ипак, током 19. и прве половине 20. века Велико Црниће је имало своју парохију. Великоцрнићкој парохији припадала су и села Мало Црниће и Крављи До.
До промене у организацији цркве дошло је 1942. године, када је, одлуком епископа браничевског, Венијамина Таушановића (1884 – 1952), Е. бр. 3095/42, формирана Малоцрнићка парохија, којој су припала села Мало Црниће и Крављи До, а Велико Црниће је укључено у новоформирану Салаковачку парохију (данас, скупа са селима Салаковац, Трњане и Набрђе, потпада под Трњанско-салаковачку парохију, која је у саставу Архијерејског намесништва Пожаревачког, Браничевске епархије). До укидања Великоцрнићке парохије дошло је када је у Салаковцу завршена градња цркве посвећене Св. мученици Марини, започета четири године раније (1938).
До изградње цркве, становници Великог Црнића су за своје верске потребе посећивали цркве у околним насељима. Најранија доступна богомоља била је црква Светих архистратига Михаила и Гаврила, у Заовинској шуми, у близини села Топоница. Током историје црква манастира Заова, како је тај сакрални објекат најчешће називан, више пута је била рушена и обнављана, а када је подигнута и ко су били њени ктитори није још утврђено. Претпоставља се да датира из 16. или 17. века, мада су многи истраживачи склони да, на основу легенде о несрећној судбини девојке Јелице, која је опевана у народној песми „Бог никоме дужан не остаје“, градњу вежу за 14. век и властелине Радула и Павла Радића.
Једна од најзначајнијих богомоља у које су Великоцрнићани одлазили у 19. веку била је Црква св. Петозарних мученика у Смољинцу, подигнута 1847. године на темељима старије цркве (има претпоставки да је ту старију цркву саградио још краљ Милутин). Матичне књига које су тамо вођене, у које су уписивани рођени, крштени, венчани и умрли из Великог Црнића, датирају из 1837. године. Отприлике у исто време кад и смољиначка, подигнута је Црква св. Преображења у Шапину, те је и она делимично „покривала“ потребе становника Великог Црнића. Године 1892. изграђена је, заслугом индустријалца Антона И. Бајлонија (1841 – 1900), власника млина у Братинцу и Малом Црнићу, Црква св. Игњатија Богоносца.
Великоцрнићка (у изворима се наводи као: великоцрнићска, велико-црнићска и белоцрнићска) парохија била је у саставу Пожаревачког протопрезвитерата, Београдске архидијецезе (до 1862), Епархијске београдске конзисторије (1863), Епархије београдске (од 1864. године).
Свештеници Великоцрнићке парохије до Првог светског рата били су:
| Име и презиме                         | Период службовања | Напомена                                            |
| ------------------------------------- | ----------------- | --------------------------------------------------- |
| Николај Поповић (Николай Поповићъ)    | 1854-1855         |                                                     |
| Илија Протић (Илия Протићъ)           | 1856              |                                                     |
| Милић Поповић (Милићъ Поповићъ)       | 1857              |                                                     |
| Јован Стефановић (Іованъ Стефановићъ  | 1858-1867         | 1864. помиње се као парох малоцрнићски              |
| Живан Недељковић (Живанъ Недельковићъ | 1868-1873         | 1868. наводи се као парох доњоцрнићски              |
| Петар Јовановић                       | 1874-1879         |                                                     |
| Атанасије Милосављевић                | 1880-1882         | у периоду 1876-1879. капелан                        |
| Атанасије (Танасије) К. Спасић        | 1883-1890         |                                                     |
| Јован Десимировић                     | 1891-1914         | у пописима се најчешће наводи као малоцрнићки парох |

Изградња Цркве св Николе, у Великом Црнићу отпочела је 3. августа 2008. године, након што је епископ (владика) пожаревачко-браничевски, др Игњатије Мидић, освештао место за почетак радова. Томе је претходила одлука супружника, Весне Несторовић-Огњановић и Синише Огњановића да црквеној општини поклоне плац површине 25 ари. Тетка дародаваца, Надежда Несторовић, одлучила је да део иметка, стечен радом у Паризу, уступи за почетак грађевинских радова. Иницијалне донације, уз финансијску подршку већег броја мештана Великог Црнића, и дозволу црквених власти, омогућиле су реализацију пројекта, који је поверен архитекти Александру Јанковићу, из Пожаревца. Након четири године, 30. септембра 2012. године, владика Игњатије је у олтар цркве положио мошти св. кнеза Лазара и освештао цркву. Даљи радови на завршетку цркве настављени су фрескописањем, које је поверено иконографу Слободану Јанићијевићу, из Јагодине.

## Демографија
Током 19. века и већег дела 20. века становништво Великог Црнића брзо је и у великом броју расло (осим релативне стагнације изазване светским ратовима), да би од осамдесетих година 20. века почело да стагнира, а деценију касније знатно да опада.
У првом модерном попису у Кнежевини Србији, 1834. године у селу је, у 49 домова, живело 267 становника (137 мушких и 130 женских). Дванаест година касније било их је 365, а 1859. године 445. У наредних 35 година становништво ће се више него удвостручити, па је 1895. године, у 153 дома, живело 938 становника (466 мушкараца и 472 жене). Следећи попис, обављен 1921. године, бележи тек незнатан раст, од 942 становника, што је без сумње била последица страдања и демографских губитака у Балканским и Првом светском рату. Након новог раста, забележеног 1931. године (1018 становника), следи стагнација у другој половини деценије (1011 у 1935. години) и пад изазван Другим светским ратом, тако да ће 1948. године бити пописано 988 становника. Тренд општег пораста становништва, својствен не само Србији и Југославији, него и већини света, није мимоишао ни Велико Црниће, па ће наредних деценију и по популација расти, да би 1961. године достигла свој историјски максимум - 1057 становника. Уследиле су две деценије релативне стагнације, да би најпре криза и ратови из деведестих година 20. века, а потом и губитак перспективе услед економског пропадања друштва, водили рапидном опадању броја становника.
У насељу Велико Црниће, према попису из 2011. године, живи 478 пунолетних становника, а просечна старост становништва износи 41,6 година (39,4 код мушкараца и 43,6 код жена). У насељу има 189 домаћинстава, а просечан број чланова по домаћинству је 3,23.
Ово насеље је великим делом насељено Србима (према попису из 2002. године).
| Становништво Великог Црнића у 19. веку |        |           |      |
| Година                                 | Укупно | Мушкараца | Жена |
| 1834                                   | 267    | 137       | 130  |
| 1846                                   | 365    |           |      |
| 1859                                   | 445    |           |      |
| 1863                                   | 472    |           |      |
| 1866                                   | 596    | 295       | 301  |
| 1874                                   | 686    | 334       | 352  |
| 1884                                   | 788    | 382       | 406  |
| 1890                                   | 898    | 439       | 459  |
| 1895                                   | 938    | 466       | 472  |

| Демографија | Демографија | Демографија |
| Година      | Становника  | Становника  |
| ----------- | ----------- | ----------- |
| 1921.       | 942         |             |
| 1931.       | 1.018       |             |
| 1948.       | 988         |             |
| 1953.       | 1.036       |             |
| 1961.       | 1.057       |             |
| 1971.       | 1.020       |             |
| 1981.       | 1.030       |             |
| 1991.       | 926         | 719         |
| 2002.       | 611         | 971         |
| 2011.       | 566         |             |

| Етнички састав према попису из 2002.‍ | Етнички састав према попису из 2002.‍ | Етнички састав према попису из 2002.‍ | Етнички састав према попису из 2002.‍ | Етнички састав према попису из 2002.‍ |
| ------------------------------------ | ------------------------------------ | ------------------------------------ | ------------------------------------ | ------------------------------------ |
|                                      |                                      |                                      |                                      |                                      |
| Срби                                 | Срби                                 |                                      | 591                                  | 96,72%                               |
| Роми                                 | Роми                                 |                                      | 11                                   | 1,80%                                |
| Словенци                             | Словенци                             |                                      | 1                                    | 0,16%                                |
| Румуни                               | Румуни                               |                                      | 1                                    | 0,16%                                |
| Муслимани                            | Муслимани                            |                                      | 1                                    | 0,16%                                |
| непознато                            | непознато                            |                                      | 6                                    | 0,98%                                |

| Година пописа     | 1948. | 1953. | 1961. | 1971. | 1981. | 1991. | 2002. |
| ----------------- | ----- | ----- | ----- | ----- | ----- | ----- | ----- |
| Број домаћинстава | 216   | 222   | 234   | 227   | 222   | 211   | 189   |

| Број чланова      | 1  | 2  | 3  | 4  | 5  | 6  | 7 | 8 | 9 | 10 и више | Просек |
| ----------------- | -- | -- | -- | -- | -- | -- | - | - | - | --------- | ------ |
| Број домаћинстава | 47 | 34 | 33 | 23 | 24 | 17 | 7 | 3 | 0 | 1         | 3,23   |

| Пол    | Укупно | Неожењен/Неудата | Ожењен/Удата | Удовац/Удовица | Разведен/Разведена | Непознато |
| ------ | ------ | ---------------- | ------------ | -------------- | ------------------ | --------- |
| Мушки  | 231    | 53               | 146          | 19             | 12                 | 1         |
| Женски | 270    | 43               | 152          | 66             | 9                  | 0         |
| УКУПНО | 501    | 96               | 298          | 85             | 21                 | 1         |

| Пол    | Укупно                    | Пољопривреда, лов и шумарство | Рибарство                            | Вађење руде и камена | Прерађивачка индустрија       |
| ------ | ------------------------- | ----------------------------- | ------------------------------------ | -------------------- | ----------------------------- |
| Мушки  | 123                       | 60                            | 0                                    | 0                    | 13                            |
| Женски | 67                        | 36                            | 0                                    | 0                    | 4                             |
| УКУПНО | 190                       | 96                            | 0                                    | 0                    | 17                            |
| Пол    | Производња и снабдевање   | Грађевинарство                | Трговина                             | Хотели и ресторани   | Саобраћај, складиштење и везе |
| Мушки  | 5                         | 14                            | 11                                   | 1                    | 8                             |
| Женски | 1                         | 1                             | 10                                   | 0                    | 0                             |
| УКУПНО | 6                         | 15                            | 21                                   | 1                    | 8                             |
| Пол    | Финансијско посредовање   | Некретнине                    | Државна управа и одбрана             | Образовање           | Здравствени и социјални рад   |
| Мушки  | 0                         | 1                             | 5                                    | 2                    | 1                             |
| Женски | 0                         | 0                             | 5                                    | 3                    | 7                             |
| УКУПНО | 0                         | 1                             | 10                                   | 5                    | 8                             |
| Пол    | Остале услужне активности | Приватна домаћинства          | Екстериторијалне организације и тела | Непознато            | Непознато                     |
| Мушки  | 1                         | 0                             | 0                                    | 1                    | 1                             |
| Женски | 0                         | 0                             | 0                                    | 0                    | 0                             |
| УКУПНО | 1                         | 0                             | 0                                    | 1                    | 1                             |